# Paul Heffer
Paul Victor Heffer (sinh ngày 21 tháng 12 năm 1947) là một cựu cầu thủ bóng đá người Anh từng thi đấu ở vị trí hậu vệ cho West Ham United.

## Sự nghiệp câu lạc bộ
Heffer khởi đầu với tư cách cầu thủ trẻ cho West Ham United có màn ra mắt vào ngày 18 tháng 3 năm 1967 trong thất bại 1–0 trên sân khách trước Nottingham Forest. Ông chỉ có 15 lần ra sân cho West Ham trước khi sự nghiệp của ông bị rút ngắn do chấn thương năm 1972. Ông có một trận đấu tri ân vào ngày 4 tháng 4 năm 1973 khi West Ham đánh bại đội tuyển Israel, 3–2.